# Gelastocoridae

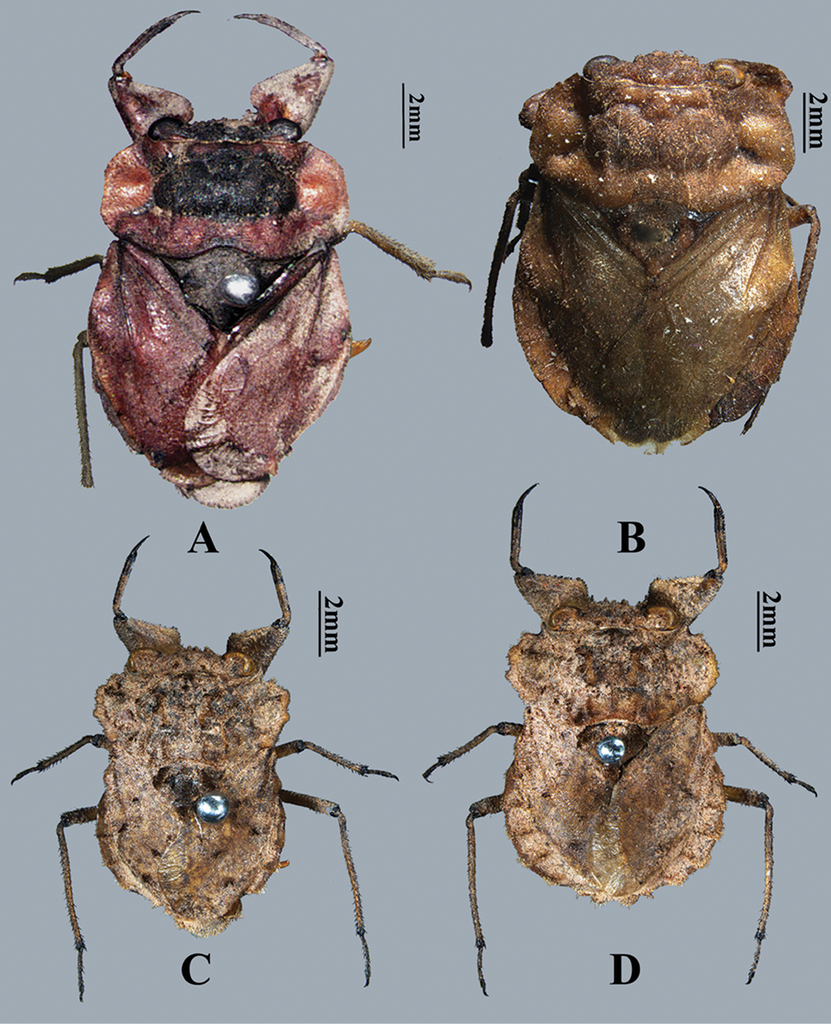
Nerthra

Gelastocoridae (лат.) — семейство околоводных полужесткокрылых из подотряда клопов.

## Распространение
Распространены во всех зоогеографических регионах Земли, за исключением Палеарктики. Большинство видов обитает в тропических регионах Америки, Австралии и Меланезии, связанных с тропическими лесами.

## Описание
Клопы длиной от 7 до 15 мм, как и Ochteridae, обычно встречаются в прибрежных водах. Они очень похожи на маленьких жаб с большими выпученными глазами и все способны прыгать (отсюда их английское название toad bugs, клопы-жабы). Расцветка и текстура часто отлично сочетаются с фоном на которые они обитают. Передние ноги хватательные, модифицированные с увеличенными бёдрами. Поверхность тела часто шероховатая и «бородавчатая». Усики 4-члениковые. Передняя лапка 1-члениковая или иногда сливается с голенью, средняя лапка 2-члениковая, задняя лапка 3-члениковая, коготки неравномерно развиты на передних конечностях, одинаково развиты на средних и задних ногах.
Gelastocoridae это прибрежные насекомые, обычно встречающиеся на краях ручьёв и прудов, где они являются хищниками мелких насекомых. Gelastocoridae ловят свою добычу, запрыгивая на неё и хватая своими измененными передними лапами.
Нимфы многих видов покрываются слоем песчинок. Помимо значительной физической защиты, которую обеспечивает им броня, слой песка делает их фактически невидимыми на земле, если они не начнут двигаться в неподходящий момент.

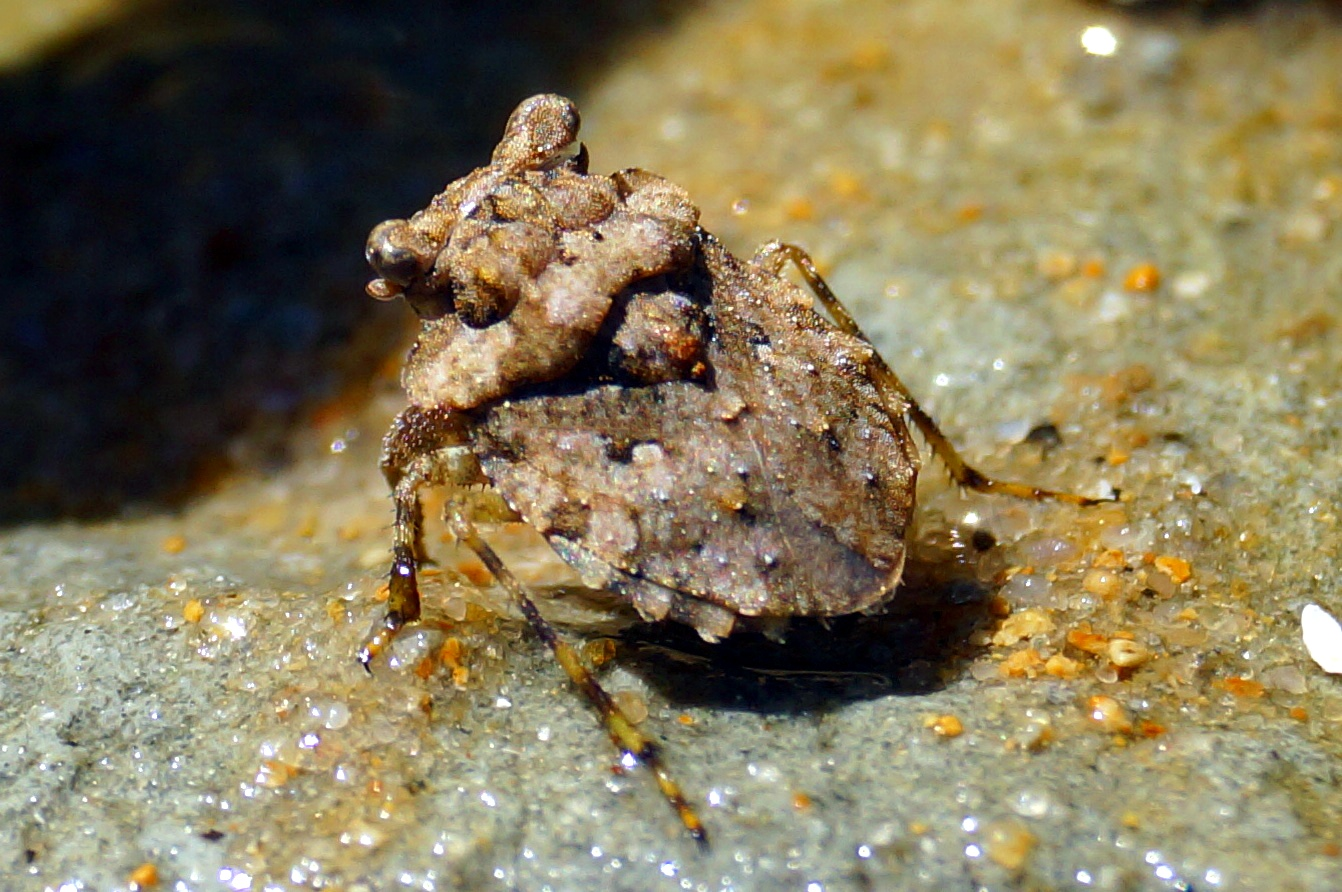
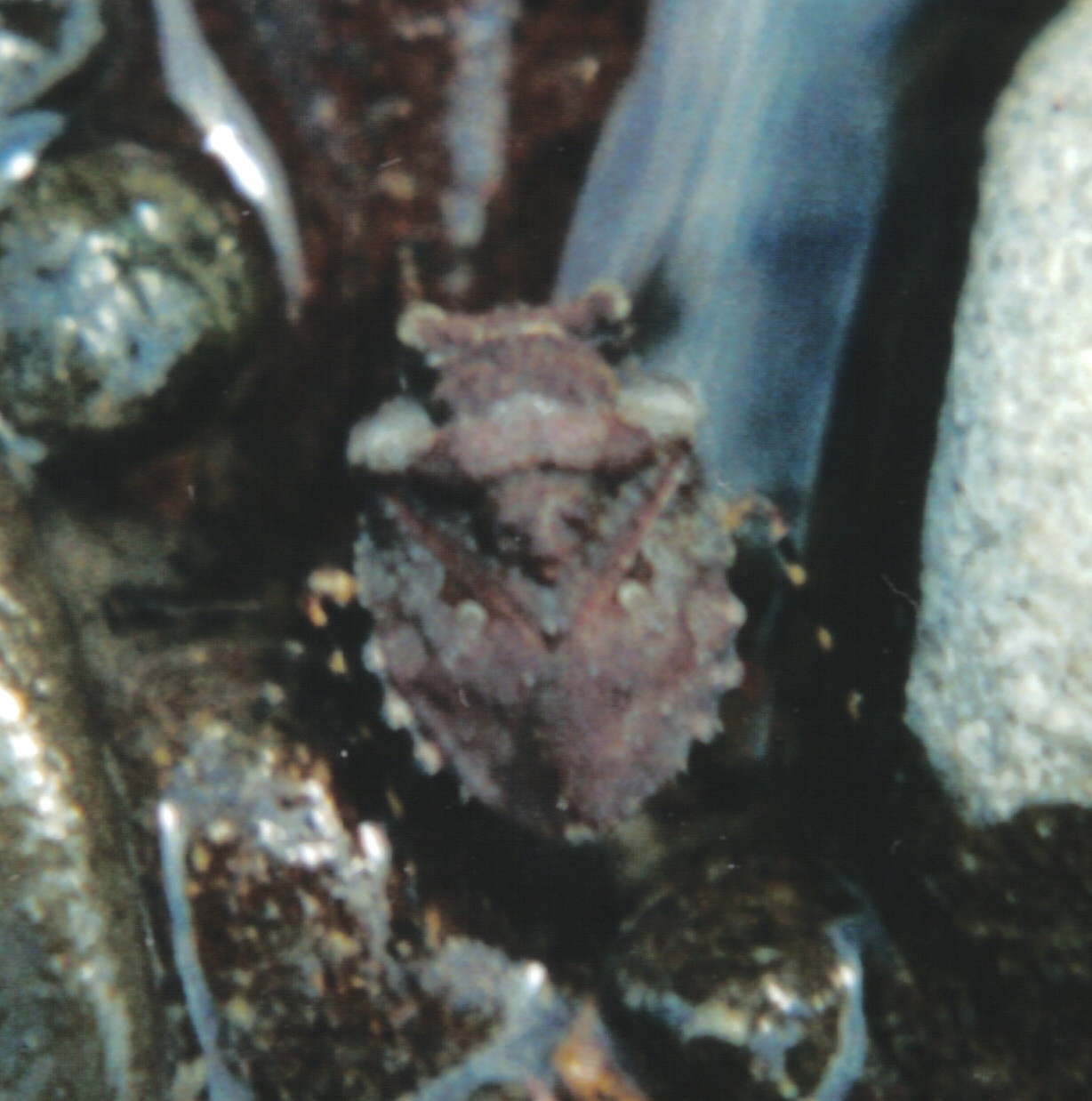

## Палеонтология
Древнейшие ископаемые находки семейства представлены родом †Cratonerthra из апта Бразилии (Crato Formation, около 120 млн лет, меловой период). Два современных рода также представлены в бирманском янтаре (Мьянма).

## Классификация
В мировой фауне 2 или 3 современных рода и около 100 видов.
От близкого семейства Ochteridae геластокориды отличаются короткими усикам (они короче головы, дорсально не видны и скрыты паз под головой); рострум короткий, достигает передних тазиков; скутеллюм выпуклый; передние бедра увеличены с бороздкой для приема голени.
- †Cratonerthra (2 вида)
- Gelastocoris (около 20 видов)
- Montandonius (или в составе Gelastocoris)
- Nerthra (около 90 видов)